# Transat Québec Saint-Malo
Die Regatta Transat Québec Saint-Malo (auch: Transat Québec/Saint-Malo und andere Schreibweisen) ist eine renommierte Hochsee-Segelregatta, die von Québec in Kanada ohne Unterbrechung über den Nordatlantik nach Saint-Malo in Frankreich führt. Sie findet seit 1984 alle vier Jahre statt und zieht jedes Mal namhafte Regattasegler an. Die teilnehmenden Boote – Ein- wie auch Mehrrumpfboote – sind von Mannschaften von mindestens drei Personen zu segeln. Nach Angaben des Veranstalters ist es die einzige Transatlantikregatta für Mannschaften in West-Ost-Richtung. Eine Besonderheit der Regatta ist die Kombination einer langen Flussstrecke (des Sankt-Lorenz-Stroms) mit einer Atlantiküberfahrt; die Flussstrecke inklusive Ästuar nimmt dabei etwa ein Siebtel der Gesamtstrecke von theoretisch mindestens 2845 Seemeilen (entspricht 5269 Kilometern) ein, auch wenn die Boote dort aufgrund der Strömung vergleichsweise schnell vorankommen.
Die erste Ausgabe der Regatta 1984 erinnerte an das 450-jährige Jubiläum der ersten Reise des Seefahrers und Entdeckers Jacques Cartier aus Saint-Malo, der 1534 den Sankt-Lorenz-Golf erreichte und hinaufsegelte. Veranstalter ist Voile Internationale Québec.

## Ergebnisse

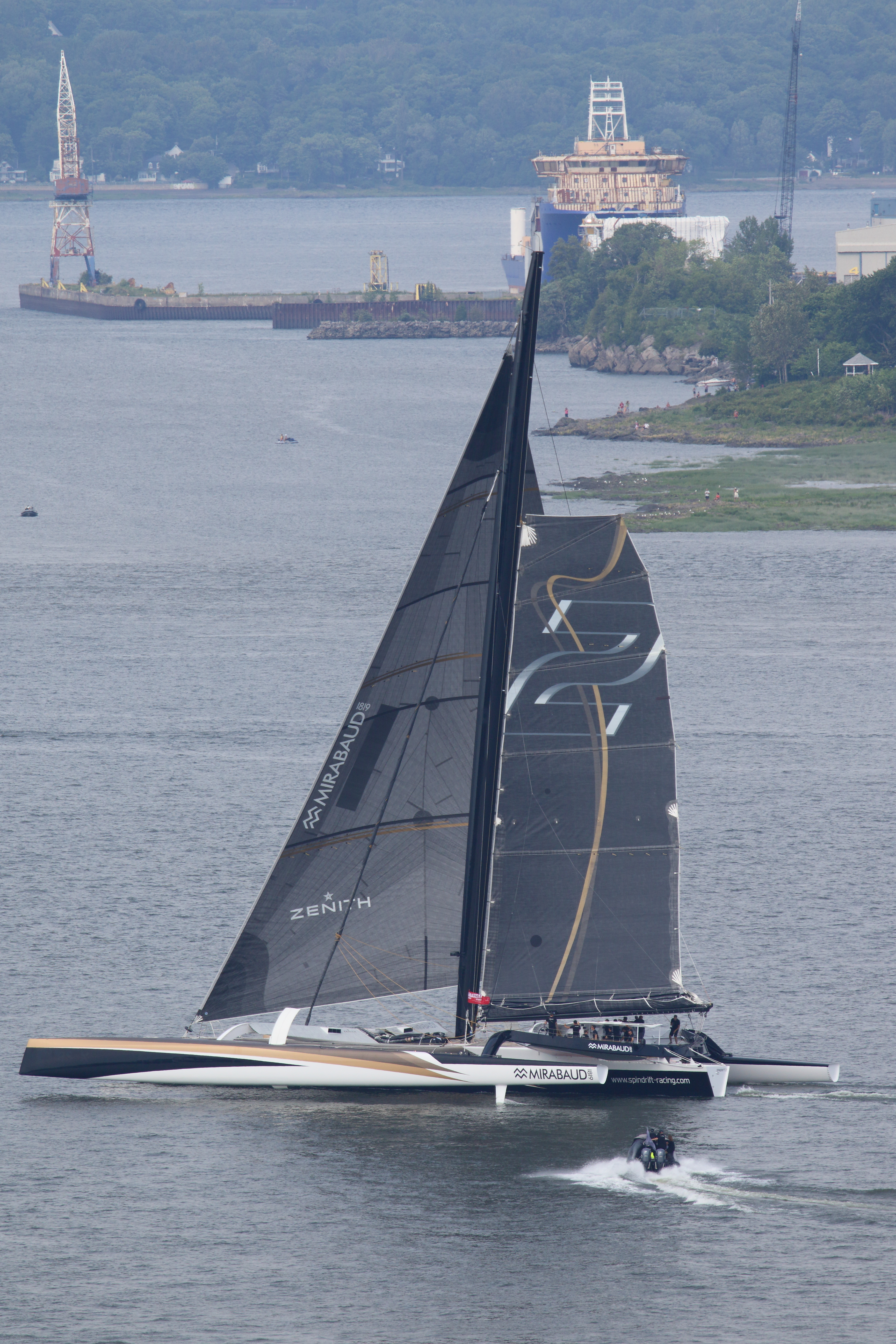
Sieger 2016: Die Spindrift 2

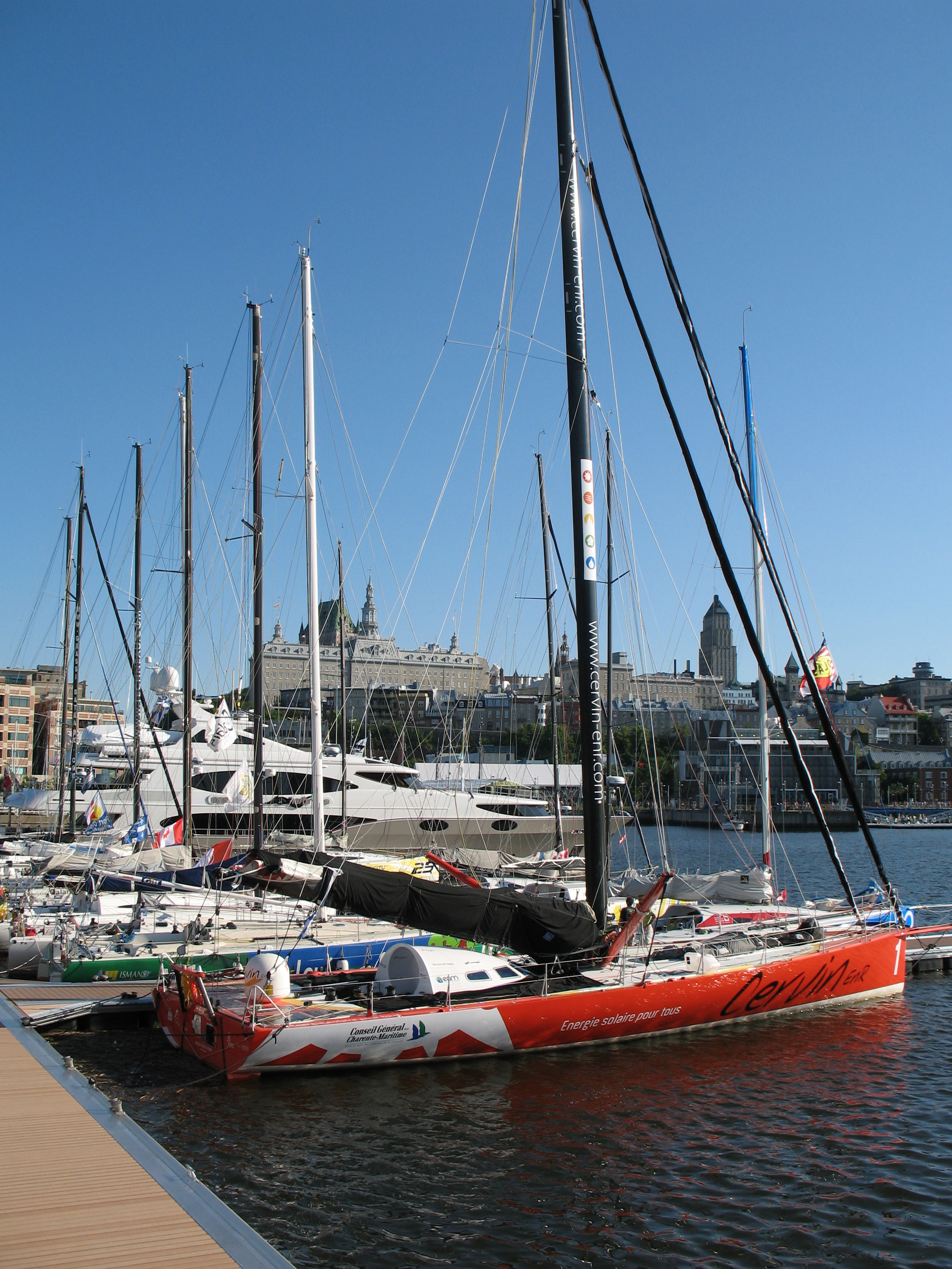
Vor der Regatta in Québec, Juli 2008 (vorn das in seiner Klasse zweitplatzierte Boot Cervin ENR).

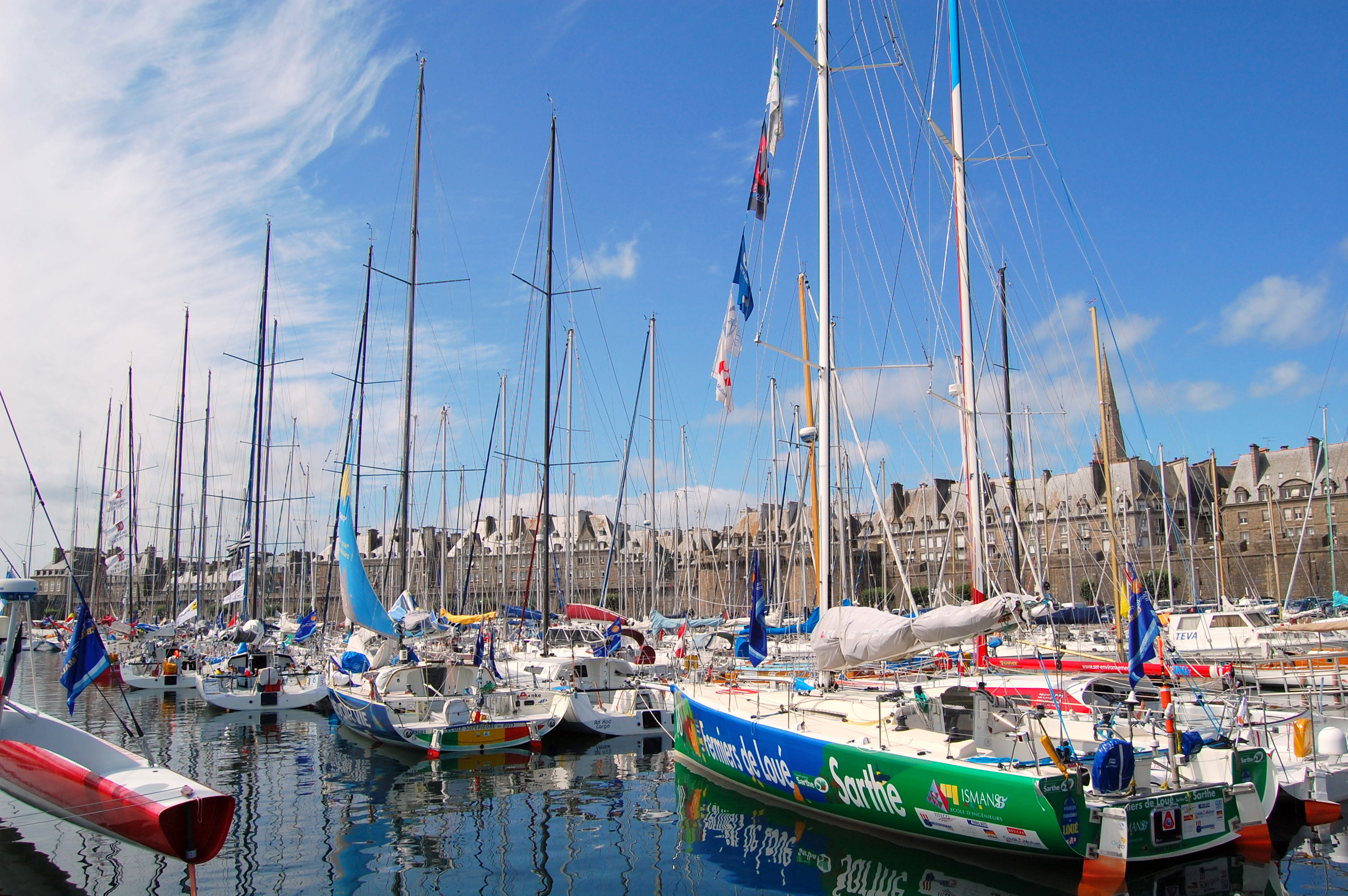
Boote nach Ankunft im Vauban-Hafen in Saint-Malo (2008)

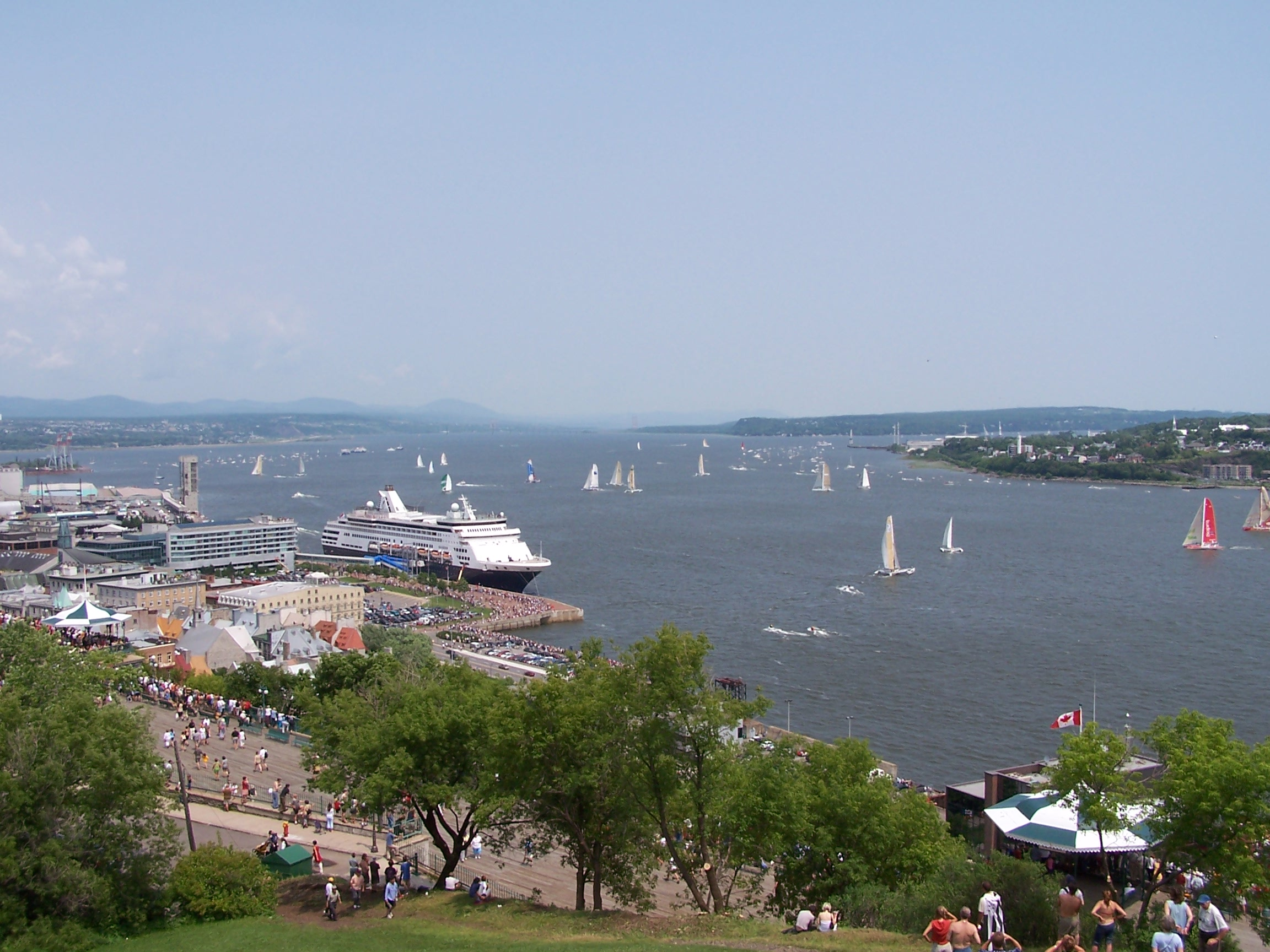
Auslaufen zur Regatta 2004

Angegeben werden im Folgenden die Sieger der Gesamtwertung, sofern die Klassen nicht einzeln aufgeführt sind.

### 2024
- Kategorie Class40

1. Achille Nebout auf Amarris (14 Tage 19 Std 6 Min 59 Sek; 3493,91 sm; 9,84 kn Durchschnittsgeschwindigkeit)
2. Fabien Delahaye auf Legallais (14 Tage 19 Std 36 Min 14 Sek; 3495,02 sm; 9,83 kn)
3. Pierre-Louis Attwell auf Vogue avec un Crohn (14 Tage 19 Std 40 Min 30 Sek; 3488,89 sm; 9,81 kn)

- Kategorie Gerry Roufs (Boote mit 50 bis 70 Fuß / 15 bis 21 Meter Länge)

1. Gilles Barbot auf Atlas Ocean Racing (14 Tage 18 Std 13 Min 50 Sek; 3294,62 sm; 9,30 kn)
2. Patrick Isoard auf Uship pour enfants du Mékong (14 Tage 23 Std 24 Min 59 Sek; 3269,39 sm; 9,10 kn)

Der Start von 27 Booten, davon 23 in der Kategorie Class40 und 4 in der Kategorie Gerry Roufs, in Québec war am Nachmittag des 30. Juni, die ersten Zieleinläufe in Saint-Malo am Nachmittag des 15. Juli.

### 2020
- Rennabsage wegen der COVID-19-Pandemie.[5]

### 2016
- Ultimes: Yann Guichard mit Spindrift 2 (6 Tage, 1 Stunde, 17 Minuten, 41 Sekunden, neuer Rekordhalter)
- Multi 50

1. Lalou Roucayrol mit Arkema (9 Tage, 9 Std)
2. Thierry Bouchard mit Ciela Village (9 Tage, 10 Std, 42 Min)
3. Gilles Lamiré mit French tech Rennes Saint-Malo (9 Tage, 10 Std, 47 Min)

- Class 40

1. Gonzalo Botin mit Talès II (11 Tage, 22 Std, 42 Min)
2. Isabelle Joschke mit Generali – Horizon Mixité (12 Tage, 0 Std, 10 Min)
3. Catherine Pourre mit Earendil (12 Tage, 0 Std, 17 Min)

- Open 50: Luc Coquelin mit Guadeloupe Dynamique (14 Tage, 6 Std, 9 Min)

### 2012
- Class40 (Einrumpfboote):
  - 1. Platz: Halvard Mabire auf Campagne de France (11 Tage 17 Std 30 Min)
  - 2. Platz: Jörg Riechers auf Mare
  - 3. Platz: Sébastien Rogues auf Eole Generation
- 50-Open-Klasse (Mehrrumpfboote):
  - 1. Platz: Erwan Leroux auf FenêtréA Cardinal 3 (14 Tage 21 Std 5 Min)
  - 2. Platz: Gilles Lamiré auf Défi Saint-Malo Agglo
  - 3. Platz: Erik Nigon auf Vers un Monde sans SIDA

### 2008
- 50-Open-Klasse (Mehrrumpfboote):
  - 1. Platz: Franck-Yves Escoffier auf Crêpes Whaou! (11 Tage 3 Std 19 Min)
  - 2. Platz: Pierre Antoine auf Imagine
  - 3. Platz: Hervé Cléris auf Prince de Bretagne
- Class40 (Einrumpfboote):
  - 1. Platz: Halvard Mabire auf Pogo Structures
  - 2. Platz: Oliver Krauss auf Mistral Loisirs - Pôle santé Elior
  - 3. Platz: Tanguy de Lamotte auf NOVEDIA Group - S.E.T. environnement
- FICO (Einrumpfboote):
  - 1. Platz: Christophe Bullens auf An Ocean of Smiles
  - 2. Platz: Yannick Bestaven auf Cervin ENR
  - 3. Platz: Denis Douillez auf Saint Malo Team

### 2004
- 1. Platz: Karine Fauconnier auf Sergio Tacchini (7 Tage 21 Std 0 Min)
- 2. Platz: Franck Cammas auf Groupama (7 Tage 21 Std 59 Min)
- 3. Platz: Michel Desjoyeaux auf Géant (7 Tage 22 Std 1 Min)

### 2000
- 1. Platz: Franck Cammas auf Groupama (9 Tage 23 Std 16 Min)
- 2. Platz: Marc Guillemot auf Biscuits La Trinitaine (9 Tage 23 Std 26 Min)
- 3. Platz: Yvan Bourgnon auf Bayer en France (9 Tage 23 Std 43 Min)

### 1996
- 1. Platz: Loïck Peyron auf Fujicolor II (7 Tage 20 Std 24 Min)
- 2. Platz: Francis Joyon auf Banque Populaire (7 Tage 23 Std 28 Min)
- 3. Platz: Paul Vatine auf Région Haute-Normandie (8 Tage 0 Std 31 Min)

### 1992
- 1. Platz: Laurent Bourgnon auf Primagaz (8 Tage 5 Std 49 Min)
- 2. Platz: Florence Arthaud auf Groupe Pierre 1er (8 Tage 7 Std 17 Min)
- 3. Platz: Paul Vatine auf Haute-Normandie (9 Tage 14 Std 18 Min)

### 1988
- 1. Platz: Serge Madec auf Jet Services (7 Tage 21 Std 35 Min)
- 2. Platz: Loïck Peyron auf Lada Poch (10 Tage 23 Std 40 Min)
- 3. Platz: Bruno Peyron auf VSD Paca (10 Tage 23 Std 58 Min)

### 1984
- 1. Platz: Loïc Caradec auf Royale (8 Tage 19 Std. 57 Min)
- 2. Platz: Pierre Follenfant auf Charente-Maritime (8 Tage 20 Std 13 Min)
- 3. Platz: Philippe Poupon auf Fleury-Michon (9 Tage 15 Std 59 Min)